# 宮川総一郎
宮川 総一郎（みやかわ そういちろう、1957年11月10日 -）は、日本の漫画家、プロデューサー、起業家。東京都出身。水谷潤（みずたに じゅん）の名義でも活動している。

## 来歴
小学生の頃から漫画を描き始め、1980年『別冊近代麻雀』に掲載された『先輩君シリーズ』でデビュー。作品は『マネーウォーズ』『まんが株実践講座』『兜町ウォーズ』など。
「水谷潤」名義での作品は『ロックギターストーリー』などがある。
1987年にゲーム会社「ファミリーソフト」を設立。ゲームソフト『あすか120%』などのプロデュースを手がける。
日本漫画家協会、マンガジャパン会員。

## 漫画作品（宮川総一郎名義）
- 名人戦実況中継（劇画オール麻雀、壱番館書房）
- マネーウォーズ（ビジネスジャンプ、集英社 1985年 - 1989年、全9巻）
- 相場君の株入門講座（原作中原剛）
- 金融のマジシャンシリーズ（ビジネスジャンプリクルート増刊号、集英社）
- トリガー（ビジネスジャンプ（集英社）
- 転職君（ベアーズクラブ）（集英社）
- 中級株入門講座（自由現代社）
- ウォーターフロント計画（サンマーク出版、原作山崎泰）
- 兜町ウォーズ（日本文芸社 1985年、全1巻）※1987年に自由現代社から再版
- まんが株実践講座（自由現代社 1986年、全1巻）
- 漫画ロックギター入門～ロッキン太郎ベケベン伝説～（ドレミ楽譜出版、原作中原剛）
- いじっちゃダメよ未来人（SFアニメディア、学習研究社 1986年）
- 野球芝居屋ヒデ（芳文社）
- 週刊転職パニック（大陸書房）
- ガムちゃん（学習研究社小学5年生6年生、1987年）
- ラムちゃん（廣済堂出版）
- 漫画運転免許入門（学習研究社）
- 漫画法律相談（学習研究社）
- ステップジャンプ六平君（光文社）
- インセクトソルジャー（双葉社）
- 先輩君シリーズ（別冊近代麻雀、竹書房）
- おっとっとデジタル君（ギャグダ、竹書房）
- 漫画何を切る（シミュレーション麻雀増刊号・近代麻雀ゴールド、竹書房）
- 麻雀ぼっこ（実業之日本社）

## ゲーム

### ファミリーソフトプロデュース
- あすか120％シリーズ（X68000、FMタウンズ、PCエンジン、Windows、PS）
- MAD STALKER FULL METAL FORCE
- 初恋ばれんたいん（Windows、PS）
- 刑事大打撃シリーズ

社長令嬢誘拐事件（MSX-2、Windows）
史上最大の犯罪（MSX-2、Windows）
北の挑戦（Windows）
- 惑星攻機隊リトルキャッツ
- リーベルマニューバー・ライナス
- コミュニティ・コム
- 魔女っ娘クミ
- 魔女っ娘リナ
- マジカルミーナ
- ディエス・イレ
- アジャ
- MS-X TrainⅠ、Ⅱ
- 装甲騎兵ボトムズ
  - ブラックユニコーン（1988年）
  - デッド・アッシュ（1991年）
  - THE REAL BATTLE（1996年）
- 機動戦士ガンダムオペレーションシリーズ
  - MSフィールドシリーズ
  - クラシックオペレーション
  - デザートオペレーション
  - タクティカルオペレーション
  - アドバンスドオペレーション
  - リターン・オブ・ジオン
  - A Year of War 一年戦争
  - マルチプルオペレーション
  - スターダストオペレーション
- 超時空要塞マクロスオペレーションシリーズ
  - リメンバー・ミー（1993年）
  - スカル・リーダー（1994年）
  - ラブ・ストーリーズ（1994年）
  - スカルリーダーコンプリートパック（1995年）
  - スカルリーダーコンプリートパックHD専用（1995年）
- クラッシャー・ジョウ
- 科学忍者隊ガッチャマン
- 聖戦士ダンバイン
- 乱世英傑シリーズ
  - ～歴史シミュレーション～徳川家康
  - ～歴史シミュレーション～織田信長
- 龍の花園
- あすは恋して～ Prime Beat Planet ～
- メタモル・パニック D♥KI D♥KI 妖魔バスターズ!!（1995年）
- エリア88
- スクウェア・リゾート～ハイパー戦車戦～
- 同人ソフトセレクション

### シナリオ
- 刑事大打撃シリーズ

社長令嬢誘拐事件（MSX-2、Windows）
史上最大の犯罪（MSX-2、Windows）
北の挑戦（Windows）
- アップルパイプロデュース
- 淫声（うたごえ）Ⅰ、Ⅱ、Ⅲ
- 聖少女戦隊レイカーズⅠ、Ⅱ、Ⅲ
- 禁忌～タブー～Ⅰ、Ⅱ、Ⅲ
- 韋駄天イカセ男Ⅰ、Ⅱ、Ⅲ
- 韋駄天イカセ男～愛をありがとう～
- かるめす～韋駄天イカセ男外伝～
- 東京巨乳ストーリー
- 水天秤
- 鬼コーチ
- キャバテバカ一代
- GALナンパ大作戦
- 亜美～風立ちぬ～

## 著書
- 『松本零士が教えてくれた人生の一言』 クイン出版 2011年
- 『松本零士創作ノート』（編著） KKベストセラーズ 2013年

## 編集
- 『サッとわかる機動戦士ガンダム』晋遊舎 2013年
- 『コミックコンプ』角川書店 1992年 角川の内部事情によりファミリーソフトに編集を委託。以降1年間編集。
- 『コミックマスター』ホビージャパン 1991年4月―1996年11月 ファミリーソフト編集。
- 『コミックマスターエクストラ』ホビージャパン 1991年―1996年
- 『コミックマスターゲームアンソロジー』ホビージャパン 1994年―1996年

餓狼伝説、サムライスピリッツ、キングオブファイターズ、ファイアーエムブレム、卒業、誕生他ゲーム作品のアンソロジー多数。
- 『カラフルBee』『カラフルベスパ』『カラフルAPEX』『カラフルコミックス』ビブロス出版

## 水谷潤名義作品

### 漫画
- パロディ版宇宙戦艦ヤマト
- コミケットin198X（コミックマーケット漫画セレクション収録）
- 私の彼はチンパンジー
- 僕のおじさんスーパーマンⅠ、Ⅱ（DUO一部掲載　朝日ソノラマ）
- こんな小さな麻雀牌
- 哀愁のアメリカンパイ
- シャンブロー
- パロディ版機動戦士ガンダム
- 週刊転職パニック
- のけぞっちゃってI LOVE YOU（エルティーン、近代映画社、水谷潤ペンネーム、原案青沼透）

### 漫画原作
- 世紀末同人誌伝説（画「藤宮幸弘」）大陸書房
- ストップ鷹万太郎（画「藤宮幸弘」）双葉社
- 変形合体殺人事件（画「藤宮幸弘」）自由現代社
- 漫画株入門講座Ⅰ、Ⅱ、Ⅲ（画「藤宮幸弘」）自由現代社
- 刑事大打撃（画「藤宮幸弘」）エリアルコミック掲載　ガイナックス編集
- 刑事大打撃（画「藤宮幸弘」）ゲーム宣伝コミック　ベーシックマガジン・ログイン・コンプティーク他掲載
- プロ撃ち牙（画「影丸譲也」）実業之日本社

### イラスト
- ミニコミフェアポスター
- 猪俣劇団興業用ポスター（「いつも心に太陽を」他）

### 小説
- 弾丸刑事ブリット　セクハラ事件簿「一億六千年前の犯罪者 」　2013年